# Bindenwaran
Der Bindenwaran (Varanus salvator) ist eine Art der Schuppenkriechtiere (Squamata) aus der Gattung der Warane (Varanus). Bindenwarane sind große, tendenziell dunkel gefärbte Echsen mit hellem Bauch und Augenflecken am Rücken. Bindenwarane werden sehr groß und erreichen Längen von bis zu 3 m. Das sehr große Verbreitungsgebiet der Art in Südostasien erstreckt sich von der Hinterindischen Halbinsel nach Süden über große Teile Indonesiens bis nach Sulawesi. Dort bewohnen Bindenwarane vor allem Flüsse in Regenwäldern sowie Mangroven, wo die stark ans Wasser gebundenen und gut schwimmenden Warane verschiedenen Beutetieren von Insekten über Fische und Reptilien bis hin zu Kleinsäugern und Vögeln nachstellen. Sie sind wie alle Warane tagaktive Einzelgänger, dazu hinsichtlich Lebensraum und Beute opportunistisch veranlagt und sehr anpassungsfähig.
Die Art V. salvator stellte früher einen ganzen Komplex an nahe verwandten Arten dar, heute werden innerhalb von V. salvator fünf Unterarten unterschieden und zahlreiche ehemalige Unterarten als fünf eigenständige Arten abgetrennt. Den meisten Populationen südostasiatischer Bindenwarane wird wegen des Leders und Fleisches nachgestellt, die Echsen scheinen dieser Verfolgung jedoch größtenteils standzuhalten. Daher gilt der Bindenwaran laut IUCN als ungefährdet.

## Merkmale

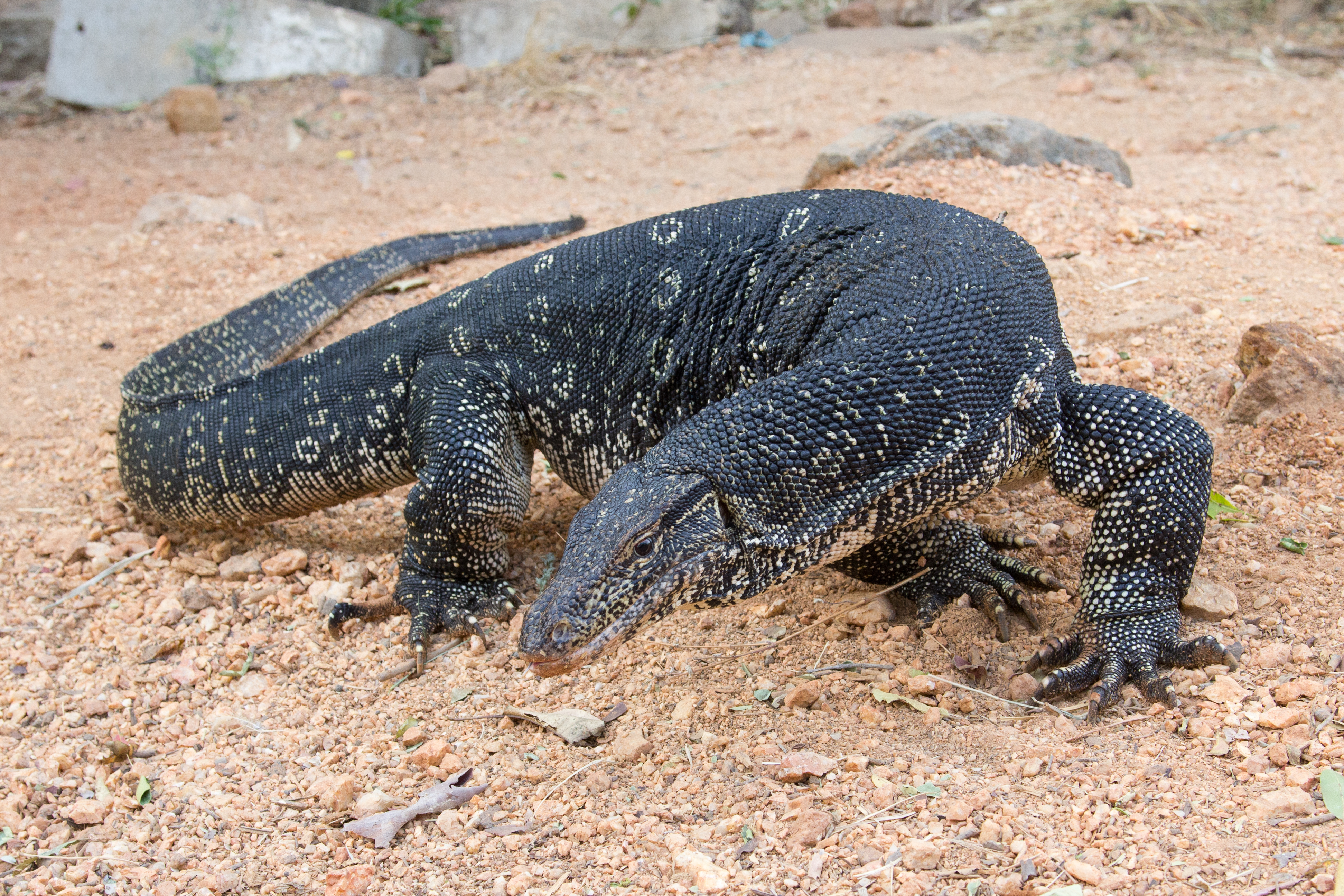
Varanus salvator in Sri Lanka

Der Bindenwaran ist ein sehr großer Waran, der ausgewachsen Gesamtlängen von über 2 m erreicht. In sehr seltenen Fällen werden Längen von bis zu 3 m bei einem Gewicht von 15 kg erreicht; der bisher größte Bindenwaran soll 3,21 m lang gewesen sein. Männchen werden größer und schwerer als Weibchen und sind massiger gebaut. Bei 61 in West-Kalimantan vermessenen Tieren reichte die Gesamtlänge von 58 bis 226,5 cm (Schnitt 143 cm). Die Schwanzlänge machte im Schnitt das 1,66fache der Kopf-Rumpf-Länge aus; das Durchschnittsgewicht betrug 4,12 kg.
Der Bindenwaran ist recht langgestreckt gebaut, der Kopf ist mehr als doppelt so lang wie breit. Die Schnauze ist lang und vorne abgerundet, das Trommelfell ist groß. Die Nasenlöcher sind rund bis oval und liegen recht nahe an der Schnauzenspitze. Der Schwanz hat auf der Oberkante einen doppelten Kiel und ist als Ruderschwanz seitlich abgeflacht. Die Gliedmaßen sind für Warane normal lang und tragen starke, gekrümmte Krallen. Die Zähne des Bindenwarans sind gesägt.
Es existiert beim Bindenwaran eine große Vielfalt an Zeichnungen selbst innerhalb von einzelnen Unterarten, sodass eine allgemeine Beschreibung der Färbung kaum möglich ist. Typisch gefärbte Exemplare aller Unterarten haben einen dunkelbraunen bis schwarzen Kopf mit undeutlicher Bänderzeichnung auf der Schnauze und einen dunklen Hals, der oft heller gefärbte Punkte zeigt. Der Rücken ist ebenfalls dunkel gefärbt und hat typischerweise mehrere Querreihen von hellen Flecken oder Augenflecken, dazwischen oft noch kleine, helle Punkte. Der Bauch ist hell gefärbt und hat schwarze Bänderzeichnungen, die quer zur Körperlängsachse von den Körperseiten bis zur Mitte des Bauches reichen. Der Schwanz ist dunkel gefärbt und kann sowohl mit hellen Punkten als auch mit durchgehenden hellen Querbändern gezeichnet sein. Auch heute noch werden neue Farbvarianten beschrieben, die womöglich neue Unterarten darstellen; daneben existieren zahlreiche Morphen innerhalb bekannter Unterarten, unter anderem auch Schwärzlinge (Melanismus).

## Verbreitung und Lebensraum

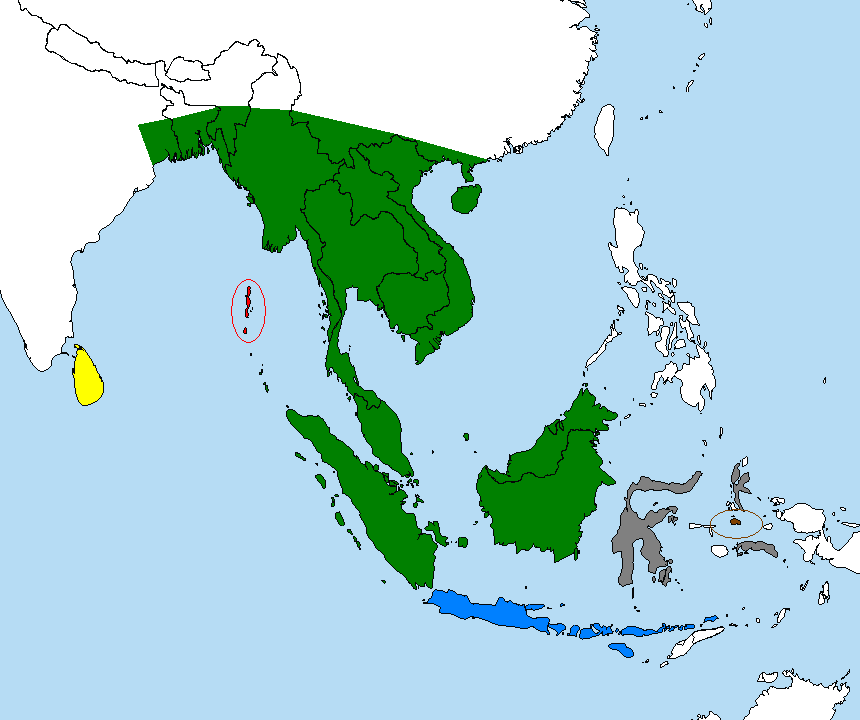
Verbreitung des Bindenwarans (Koch et al. 2007, Koch & Böhme 2010)
Gelb: V. s. salvator, Grün: V. s. macromaculatus, Blau: V. s. bivittatus, Rot: V. s. andamanensis, Braun: V. s. ziegleri, Grau: noch nicht als Unterart abgegrenzte Populationen auf Sulawesi

Der Bindenwaran ist von allen Waranarten am weitesten verbreitet und bewohnt große Teile Südostasiens. Seine Vorkommen reichen im Westen vom nordöstlichen Indien und Sri Lanka über Bangladesch und Myanmar sowie die im Golf von Bengalen vorgelagerten Andamanen und Nikobaren. Weiter nach Osten dehnt sich seine Verbreitung auf dem Festland über Thailand, Kambodscha, Laos und Vietnam nördlich bis ins südliche China und südlich bis nach Malaysia aus. Des Weiteren besiedelt er Singapur und Borneo, die indonesischen Inseln Java, Sumatra sowie die Kleinen Sunda-Inseln und Sulawesi bis zu den Obi-Inseln, dem östlichsten Vorkommen des Bindenwarans. Die auf den Philippinen lebenden Wasserwarane, die früher der Art V. salvator zugeordnet wurden, werden heute als eigene Arten betrachtet.
Als Opportunist bewohnt der Bindenwaran eine Vielzahl von Lebensräumen bis in 1800 m Meereshöhe; die Art ist jedoch eher ein Flachlandbewohner von bis zu 600 m Meereshöhe und wird ab 1000 m sehr selten. Bevorzugte natürliche Lebensräume sind brackige Mangroven und bewaldete Flussufer sowie allgemein Feuchtgebiete. Daneben werden auch Regenwald, Monsunwald, und selten auch trockenere Habitate bewohnt. Offenbar sind Bindenwarane auch in der Lage, anthropogene Landschaften wie Plantagen und urbane Räume zu bewohnen.

## Unterarten und Systematik
Aufgrund einzigartiger Merkmale des Hemipenis wird der Bindenwaran-Komplex in die Untergattung Soterosaurus eingeordnet. DNA-Analysen bestätigten Soterosaurus als monophyletisch; das Schwestertaxon zu dieser Untergattung ist der Raunackenwaran (Varanus rudicollis).
Lange Zeit wurden vom Bindenwaran je nach Autor sechs bis acht Unterarten anerkannt. Eine Revision von Koch (2004) und Koch et al. (2007) anhand morphologischer Befunde erhob dann etliche von ihnen in den Artstatus, nur vier wurden weiterhin als V. salvator ssp. eingeordnet. Koch et al. (2007) beschränkte im Übrigen das Verbreitungsgebiet der einst am weitesten verbreiteten Unterart V. s. salvator auf Sri Lanka und ordnete die meisten weiteren Populationen V. s. macromaculatus zu. Rund drei Jahre später beschrieben Koch & Böhme (2010) die neue Unterart V. s. ziegleri, benannt nach ihrem Kollegen Thomas Ziegler. Somit werden momentan fünf Unterarten unterschieden. Die folgende Liste folgt Koch et al. (2007) sowie Koch & Böhme (2010). In diesen Schriften finden sich auch ausführliche Diskussionen über Variationen und Unterschiede der Unterarten.
- V. s. salvator (Laurenti, 1768): Sri Lanka
- V. s. andamanensis Deraniyagala, 1944: Andamanen
- V. s. bivittatus (Kuhl, 1820): Java, Bali, Lombok, Sumbawa, Flores, Komodo, Alor, Wetar
- V. s. macromaculatus Deraniyagala, 1944: Kontinental-Südostasien (z. B. Thailand und Malaysia), Sumatra, Borneo
- V. s. ziegleri Koch & Böhme, 2010: Obi

Ehemalige Unterarten des Bindenwarans sind die philippinischen Taxa Varanus cumingi, Varanus marmoratus, Varanus palawanensis und Varanus nuchalis sowie Varanus togianus von den Togianinseln und Sulawesi. Es ist zu erwarten, dass noch zahlreiche weitere Arten und Unterarten beschrieben werden; auf Sulawesi und vorgelagerten Inseln etwa konnten kürzlich viele neue, vom Grundmuster stark abweichende Farbformen entdeckt werden, die wahrscheinlich neue Unterarten des Bindenwarans oder auch neue Arten darstellen.

## Lebensweise

### Verhalten

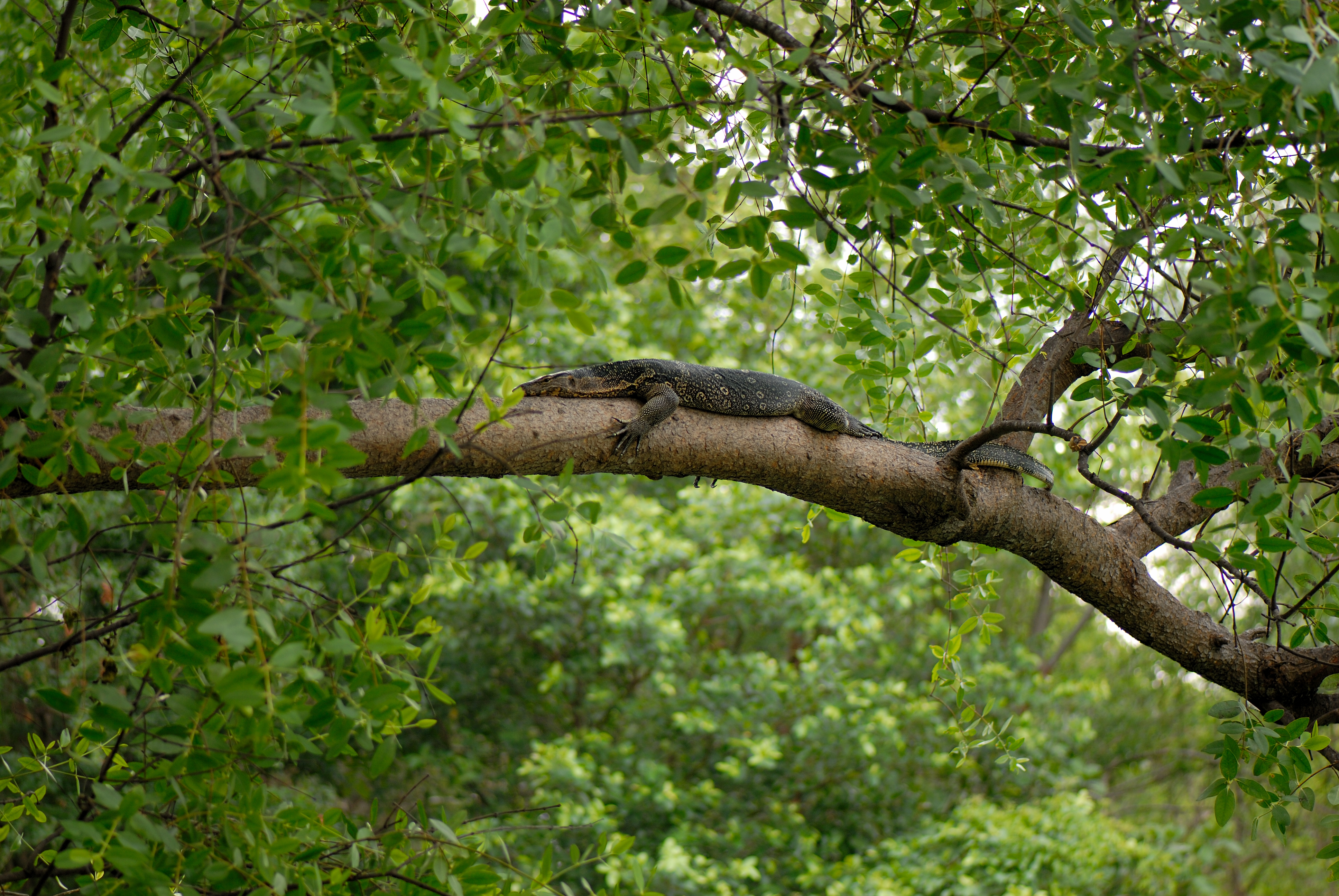
Bindenwarane, hier wahrscheinlich V. s. macromaculatus, sind geschickte Kletterer

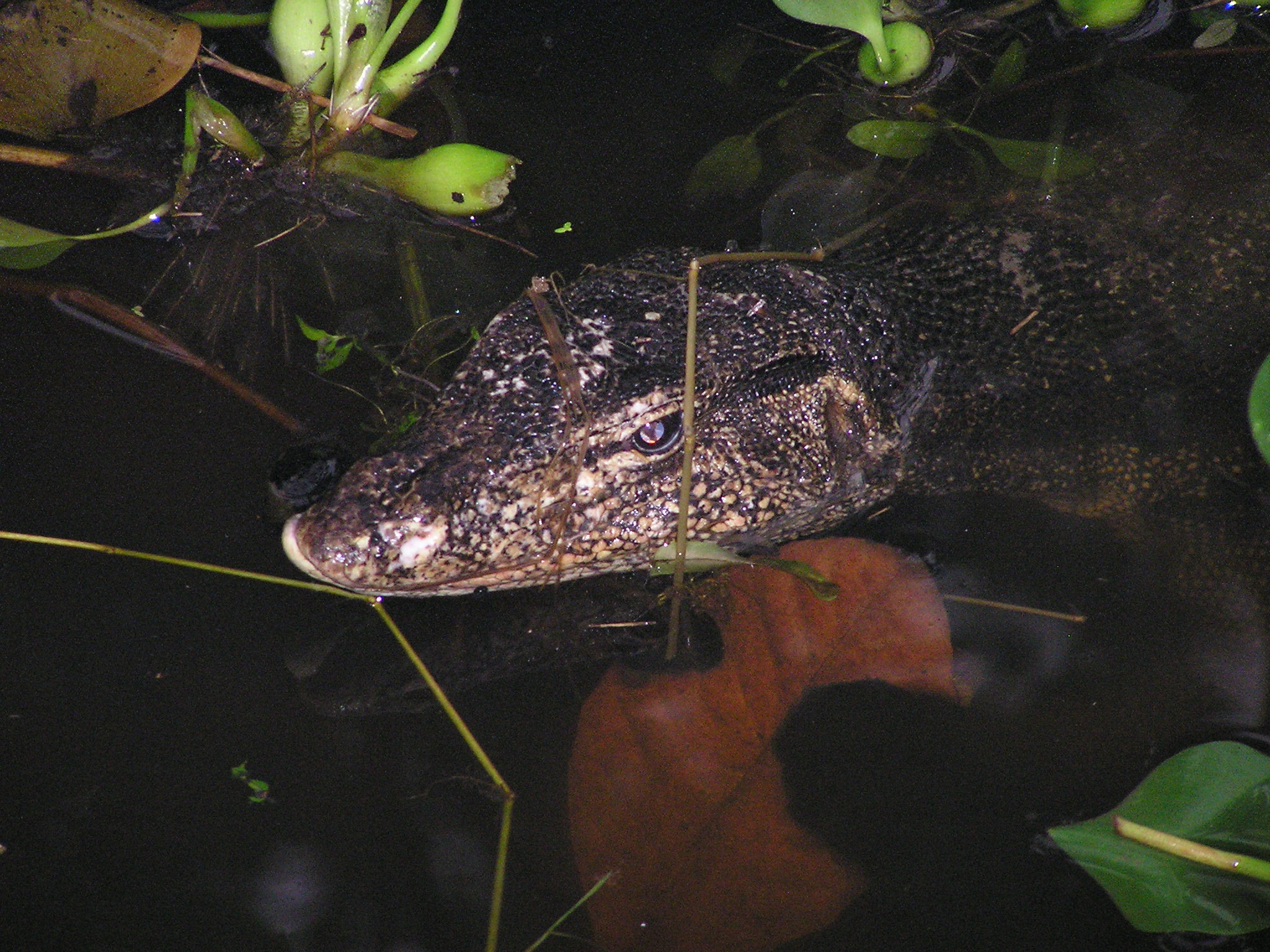
Sowohl zur Thermoregulation als auch zur Jagd begeben sich Bindenwarane ins Wasser (hier wahrscheinlich V. s. macromaculatus)

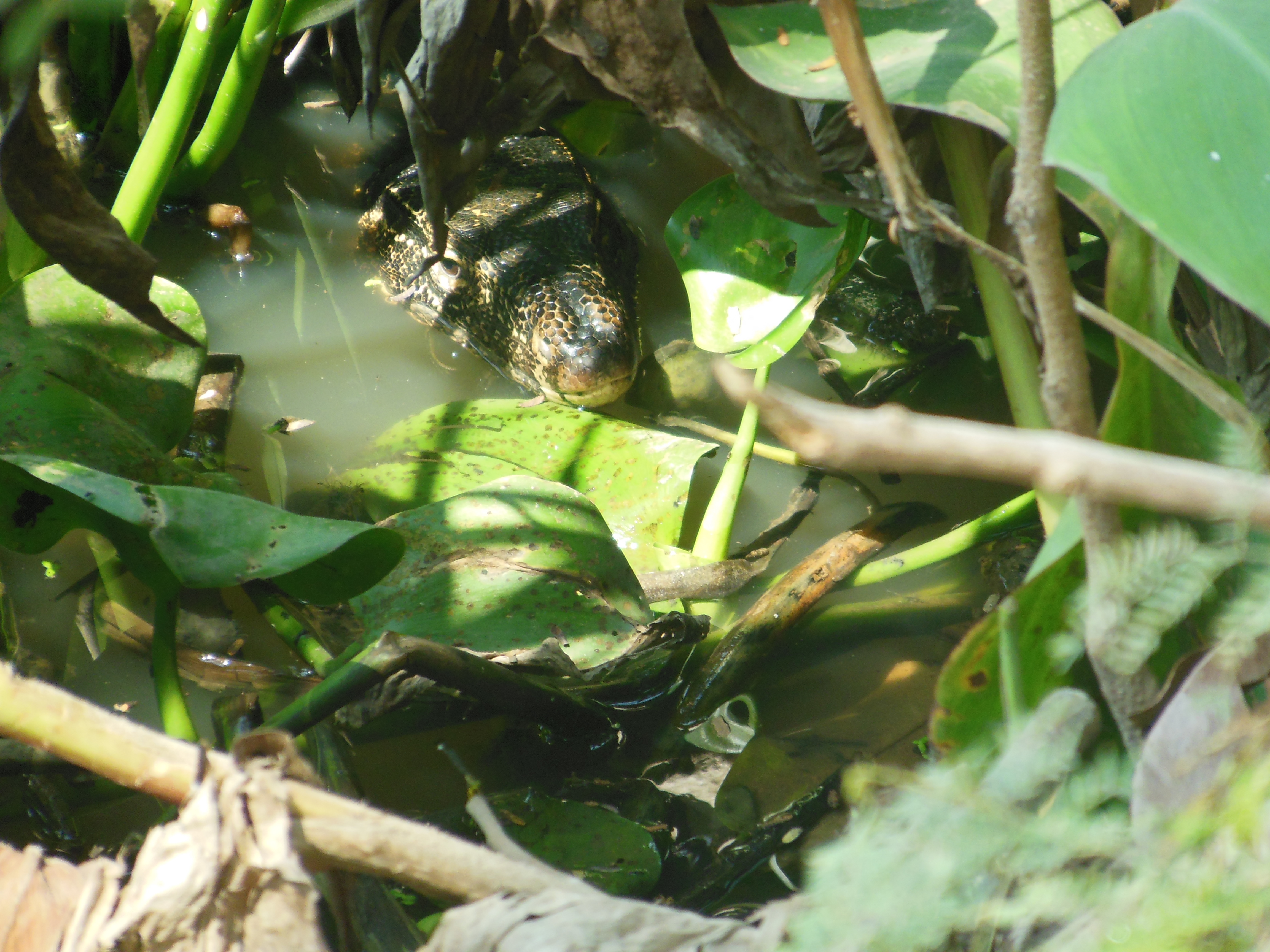
Bindenwaran im Wasser, in Hua Hin Thailand

Der Bindenwaran ist wie alle Warane tagaktiv, meist zwischen 6 und 18 Uhr. Morgens sonnen sich die Tiere bis um etwa 9 Uhr auf sonnenexponierten Flächen oder Ästen. Am aktivsten sind sie am frühen Nachmittag, also zur heißesten Tageszeit. In den nördlicheren Teilen des Verbreitungsgebiets beginnen sie im Winter ihre Aktivitäten später und beenden sie früher, in den äquatornahen Teilen des Verbreitungsgebietes (z. B. Kleine Sunda-Inseln) dürften solche saisonalen Unterschiede kaum ausgeprägt sein. Nachts verstecken sich Bindenwarane in Baumlöchern, auf Ästen, in dichter Vegetation, im Wasser oder auch in selbstgegrabenen Bauten. Die Bauten sind Tunnel, die im Schnitt 9,5 m lang sind; der Durchmesser des Eingangs beträgt rund 40 cm bis rund 75 cm, die Tiefe einer Kammer am Ende beträgt 1,2–2,4 m. Die Temperatur in so einem Bau ist niedriger und stabiler als außerhalb, und so werden diese Gänge auch im Rahmen der Thermoregulation aufgesucht. Bindenwarane kühlen sich auch im Wasser ab. Die Tiere regulieren ihre Körpertemperatur aktiv, der Vorzugsbereich liegt bei etwa 36–38 °C.
Im Englischen werden Bindenwarane als water monitors („Wasserwarane“) bezeichnet, tatsächlich sind sie mit ihrem seitlich abgeflachten Ruderschwanz exzellente Schwimmer und in ihrer Habitatwahl stark ans Wasser gebunden. Bindenwarane jagen ihre Beute auch im Wasser und sind in der Lage, Meeresarme zwischen Inseln zu durchqueren. Der Bindenwaran war das erste nicht-fliegende Landwirbeltier, das sechs Jahre nach dem Vulkanausbruch 1883 die zerstörte Insel Krakatau wieder besiedelte. Daneben verbringen sie jedoch den Großteil ihrer Zeit an Land und sind auch hervorragende Kletterer.

### Aktionsräume und Sozialverhalten
Bindenwarane sind wie alle Warane Einzelgänger. In verschiedenen Studien wurden je nach Exemplar und Lokalität Aktionsräume von 200 m² bis hin zu 22,6 ha (=226.000 m²) und in Ausnahmefällen auch 317.000 m² ermittelt. Die Aktionsräume der Exemplare überlappen sich stark, Territorialverhalten ist bei Bindenwaranen sehr selten. Es lässt sich beobachten, dass Bindenwarane in nahrungsreichen Gebieten wie Mangroven geringere Aktionsräume nutzen müssen als Bindenwarane in weniger geeigneten Habitaten. Das Extrem von 22,6 ha wurde in einer Ölpalmenplantage ermittelt. Für ein großes Exemplar am Sungai-Dunsun-Kanal (Malaysia) konnte überdies erhoben werden, dass es täglich auf Nahrungssuche über 2 km zurücklegte.
Wie bei vielen Waranen finden auch bei Bindenwaranen in der Paarungszeit Kommentkämpfe zwischen den Männchen um das Vorrecht zur Paarung statt. Wenn sich mehrere Individuen an einem Kadaver oder an einem möglichen Unterschlupf treffen, wird durch solche Kämpfe (auch zwischen Weibchen und zwischen Weibchen und Männchen) ein kurzfristiges Dominanzverhältnis zur Nutzung der Ressource festgelegt.

### Ernährung
Das Nahrungsspektrum des Bindenwarans ist stark abhängig von Lebensraum und Alter. In Mangroven sind Krabben, bevorzugt bei Ebbe, und Insekten die wichtigsten Beutetiere, in Ölpalmenplantagen vor allem Insekten und Nagetiere. Auch saisonal schwankt das Nahrungsspektrum: In West-Kalimantan schrumpfen zur Trockenzeit die Wasserstellen, so dass Fische in höherer Dichte vorkommen als andere Beute und einen größeren Anteil an der Beute ausmachen. Generell lässt sich sagen, dass Bindenwarane sehr opportunistische Fleischfresser sind, deren Nahrungsspektrum diverse Insekten, Krebstiere, Vögel, Reptilien, Eier (z. B. von Vögeln, Meeresschildkröten, Krokodilen), Amphibien und Fische sowie gelegentlich Aas einschließt, das auf 100 m Entfernung aufgespürt werden kann. Daneben kommt Kannibalismus an kleineren Artgenossen vor, und Bindenwarane fressen auch den Abfall in der Nähe menschlicher Siedlungen. Aufgrund seiner Größe kann der Bindenwaran zum Beispiel Fische bis zu 50 cm Länge erbeuten, gelegentlich spielen vielleicht auch sehr große Beutetiere eine Rolle. So wurde 1970 von einem V. s. bivittatus berichtet, der das Kalb eines Banteng gerissen hatte.
Seine Beute erlangt der Bindenwaran als aktiver Verfolgungsjäger, der konstant züngelnd große Areale nach Beute absucht. Die Warane merken sich offenbar besonders ertragreiche Jagdgründe, in die sie immer wieder zurückkehren. Kleine Beute wird in einer schnellen, sprungartigen Vorwärtsbewegung gefangen, Krabben und Eier werden ausgegraben. Daneben wird gelegentlich auch in Bäumen nach Nahrung gesucht, und unter Wasser wird Fischen schwimmend nachgestellt. Beute bis zu 50 cm Länge kann offenbar ganz verschluckt werden, große Beute wird gelegentlich auch mit den Vorderbeinen am Boden fixiert und mit den Kiefern zerrissen.
In Gebieten westlich der Wallace-Linie sind Bindenwarane die Spitzenprädatoren in ihren Habitaten.

### Fortpflanzung und Entwicklung

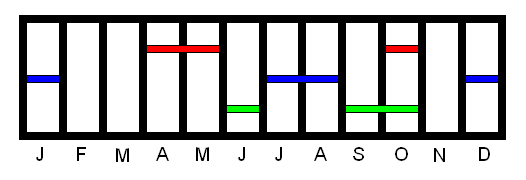
Reproduktionskalender des Bindenwarans auf West-Kalimantan, nach Auliya (2006). Rot: Paarung, Blau: Eiablage, Grün: Schlupf.

Die Fortpflanzung des Bindenwarans in der Natur ist noch vergleichsweise lückenhaft erforscht. In tropischen Gebieten am Äquator pflanzt sich die Art das ganze Jahr über mit bis zu zwei Gelegen fort. Zur jeweiligen Paarungszeit sind Männchen besonders aktiv und suchen nach Weibchen. In West-Kalimantan finden Paarungen zu Beginn der Regenzeit (Oktober) und während der Trockenzeit (April–Mai) statt, genaueres siehe Grafik rechts. Aus nördlicheren Teilen des Verbreitungsgebiets ist hingegen bekannt, dass die Fortpflanzung mit nur einem Gelege in die Trockenzeit fällt (Indien z. B. Eiablage Juni–Juli).
Gelege von Bindenwaranweibchen umfassen 5–40 Eier, wobei besonders große Gelege über mehrere Tage abgelegt werden. Die Weibchen bauen zur Eiablage Nisthöhlen, etwa in sandiger Flussböschung und Termitenhügeln, oder sie legen die Eier in Wurzelwerk, zwischen Bambusdickicht oder in hohle Baumstämme. Die Eier sind normalerweise 6,4–8,26 cm lang und wiegen 30–87,2 g. Die Jungtiere schlüpfen nach 7–9 Monaten. Schlüpflinge sind 28–32,5 cm lang und wiegen 21–50 g. Gelegentlich konnte beobachtet werden, dass Muttertiere ihr Nest bewachten oder frisch geschlüpfte Jungtiere ausgruben. Schuppenkriechtiere zeigen normalerweise keine Fürsorge für Jungtiere.
Die jungen Warane erreichen in der Natur innerhalb von 2–3 Jahren eine Gesamtlänge von etwa 1 m und sind damit geschlechtsreif. Juvenile und subadulte Tiere sind stärker baumbewohnend als Adulti. Ab 1,2 m Länge setzt eine proportional zum Längenwachstum starke Gewichtszunahme ein, welche mit einem Wechsel zu einer terrestrisch-semiaquatischen Lebensweise einhergeht. Die Lebenserwartung des Bindenwarans in der Natur ist nicht bekannt, in Gefangenschaft erreicht er ein Alter von bis zu 10 Jahren und 8 Monaten.

## Bindenwarane und Menschen

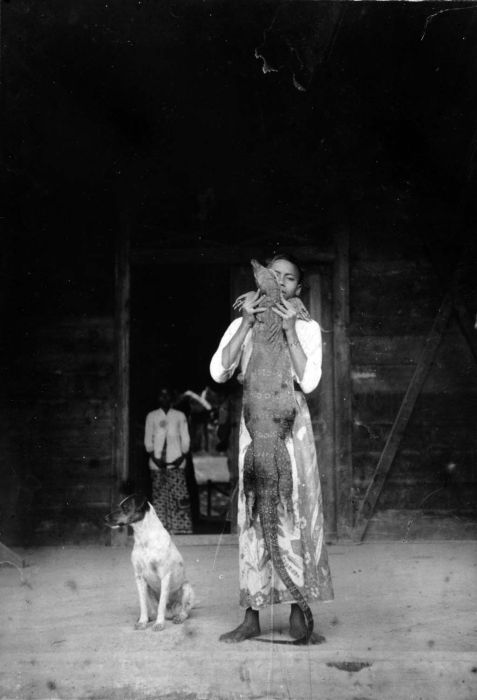
Javanischer Junge mit getötetem Bindenwaran. Archiv des Amsterdamer Tropenmuseums, 1917/18.

Dem Bindenwaran wird in Südostasien systematisch für die Lederindustrie nachgestellt. Örtliche Händler lassen meist junge Männer oder arme Bauern Warane lebend fangen und an Zwischenhändler übergeben, die die Warane zu den großen Schlachtereien und Gerbereien bringen. Legal werden so etwa 450.000 Warane jährlich erlegt, der tatsächliche Handel mit den eigentlich durch die CITES geschützten Waranen dürfte höher liegen. Reptilienleder wird zu zahlreichen Luxusprodukten wie Armbanduhren und Handtaschen verarbeitet. Die Zahl der für den Heimtierhandel gefangenen Exemplare hält sich beim Bindenwaran in Grenzen, da sie aufgrund ihrer Größe für eine private Terrarienhaltung ungeeignet sind. Die Praktiken der Lederindustrie werden kritisiert. Bindenwarane werden offenbar mit zusammengebundenen Beinen tagelang zwischengelagert, und die zur Schlachtung angewandten Hammerschläge auf den Kopf führen offenbar nicht immer zum direkten Tod. Bindenwarane werden nach Andre Koch regelmäßig lebendig gehäutet.
Daneben werden Bindenwarane örtlich als Fleischlieferanten bejagt. Das Ausmaß der Verfolgung hängt stark von der örtlichen Bevölkerung ab: Während einige ethnische Minderheiten und die christliche Bevölkerung den Bindenwaran jagen, essen Moslems und Buddhisten aus religiösen Gründen kein Waranfleisch. In Singapur wiederum wird geglaubt, dass der Bindenwaran giftig ist. Aus Körperteilen des Bindenwaranes stellen diverse Ethnien traditionelle Heilmittel her.
In Teilen des Verbreitungsgebiets, vor allem Thailand, sind Bindenwarane sehr unbeliebt. Dies liegt unter anderem daran, dass Bindenwarane regelmäßig in Hühnerställe eindringen und dort die Vögel und deren Eier erbeuten. Die thailändische Kultur sieht sie als die niedersten und unreinsten Tiere an. Die ursprüngliche thailändische Bezeichnung für den Bindenwaran ist „hia“, was gegenüber Personen ein äußerst vulgäres Schimpfwort ist und daher einem Sprachtabu unterliegt. Um öffentliche Unterhaltungen über das Tier zu ermöglichen, wird ein Euphemismus verwendet: „tua ngoen tua thong“ (eines, das silbern und golden ist).

## Gefährdung und Schutz
Bestandsschätzungen liegen nicht vor, und der Populationstrend ist nicht bekannt, scheint aber stabil zu sein. Aufgrund der stabilen Population und der großen Verbreitung stuft die Rote Liste gefährdeter Arten der IUCN den Bindenwaran als ungefährdet (least concern) ein. Trotz fortschreitender Zerstörung seiner Lebensräume kann der Bindenwaran überleben, da er auch hochgradig anthropogene und verschmutzte Lebensräume besiedeln und sich vom Abfall der Zivilisation ernähren kann. Dem Druck durch die Lederindustrie hält er durch seine kurze Generationsfolge und hohe Fortpflanzungsrate stand, und die Gefahr an Straßen (Bindenwarane werden regelmäßig überfahren) reicht nicht aus, um die Art ernsthaft zu gefährden.
Der Bindenwaran bewohnt eine Reihe von Schutzgebieten und ist im Washingtoner Artenschutzabkommen im Anhang II gelistet. Weitere Schutzmaßnahmen scheinen gegenwärtig nicht nötig.

## Belege